# لفها مثل بيكام (فلم)
لفها مثل بيكام هو فيلم كوميدي تم إنتاجه في ألمانيا والهند وصدر في سنة 2002. من بطولة لفها مثل بيكام.

## القصة
يتحدث الفيلم عن فتاة هندية تعشق كرة القدم وتود ان تصبح لاعبة دولية ولكنها تواجه مشاكلا بسبب ديانتها التي لا تسمح للفتيات بان يلعبوا مثل هذه الألعاب الصبيانية والمشكلة الأكبر هي امها المتدينة التي تلقبا بالبنت الخائنة لديانتها بسبب كرة القدم.

## الميزانية والإيرادات
بلغت تكلفة إنتاج الفيلم حوالي 6 ملايين دولار جنيه إسترليني بينما حقق أرباحا تقدر بـ 76,583,333 دولار.

## وصلات خارجية
- مقالات تستعمل روابط فنية بلا صلة مع ويكي بيانات